# Mistrzostwa Świata w Piłce Nożnej 1994 (eliminacje strefy AFC)/Grupa finałowa
Rozgrywki grupy finałowej eliminacji do MŚ w piłce nożnej 1994 odbyły się w październiku 1993 w katarskim mieście Doha. Wzięli w nich udział zwycięzcy grup pierwszej rundy. Dwa najlepsze zespoły uzyskały awans do turnieju finałowego.

## Tabela
| Lp. | Reprezentacja    | Pkt. | M | W | R | P | Br+ | Br- | +/- |
| --- | ---------------- | ---- | - | - | - | - | --- | --- | --- |
| 1   | Arabia Saudyjska | 7    | 5 | 2 | 3 | 0 | 8   | 6   | 2   |
| 2   | Korea Południowa | 6    | 5 | 2 | 2 | 1 | 9   | 4   | 5   |
| 3   | Japonia          | 6    | 5 | 2 | 2 | 1 | 7   | 4   | 3   |
| 4   | Irak             | 5    | 5 | 1 | 3 | 1 | 9   | 9   | 0   |
| 5   | Iran             | 4    | 5 | 2 | 0 | 3 | 8   | 11  | -3  |
| 6   | Korea Północna   | 2    | 5 | 1 | 0 | 4 | 5   | 12  | -7  |

## Wyniki
| 15 października 1993 | Korea Północna · Kim Gwang-min 63' · Kim Gyong-il 76' · Choe Won-nam 80' | 3:20:1 | Irak · 8', 86' Jabur | Khalifa International Stadium, Doha · Widzów: 20000 · Sędzia: Jaap Uilenberg ( Holandia) |
|                      |                                                                          |        |                      |                                                                                          |

| 15 października 1993 | Arabia Saudyjska | 0:0 | Japonia | Khalifa International Stadium, Doha · Widzów: 20000 · Sędzia: Serge Muhmenthaler ( Szwajcaria) |
|                      |                  |     |         |                                                                                                |

| 16 października 1993 | Iran | 0:30:1 | Korea Południowa · 18' Park Jung-bae · 79' Ha Seok-joo · 81' Ko Jung-woon | Khalifa International Stadium, Doha · Widzów: 5000 · Sędzia: Aron Schmidhuber ( Niemcy) |
|                      |      |        |                                                                           |                                                                                         |

| 18 października 1993 | Korea Północna · Ryu Song-gun 68' | 1:20:0 | Arabia Saudyjska · 56' Mehalel · 73' Al-Muwallid | Khalifa International Stadium, Doha · Widzów: 15000 · Sędzia: Ion Craciunescu ( Rumunia) |
|                      |                                   |        |                                                  |                                                                                          |

| 18 października 1993 | Japonia · Nakayama 88' | 1:20:1 | Iran · 44' Hassanzadeh · 86' Ali Daei | Khalifa International Stadium, Doha · Widzów: 10000 · Sędzia: Fabio Baldas ( Włochy) |
|                      |                        |        |                                       |                                                                                      |

| 19 października 1993 | Irak · Hussein 31' · Jafar 85' | 2:21:1 | Korea Południowa · 40' Kim Pan-keoun · 66' (k.) Hong Myung-bo | Khalifa International Stadium, Doha · Widzów: 20000 · Sędzia: Joel Quiniou ( Francja) |
|                      |                                |        |                                                               |                                                                                       |

| 21 października 1993 | Korea Północna | 0:30:1 | Japonia · 28', 69' Miura · 51' Nakayama | Khalifa International Stadium, Doha · Widzów: 3000 · Sędzia: Serge Muhmenthaler ( Szwajcaria) |
|                      |                |        |                                         |                                                                                               |

| 22 października 1993 | Iran · Ali Daei 21' | 1:20:0 | Irak · 20' Amaiesh · 38' Jabur | Khalifa International Stadium, Doha · Widzów: 30000 · Sędzia: Ion Craciunescu ( Rumunia) |
|                      |                     |        |                                |                                                                                          |

| 22 października 1993 | Korea Południowa · Shin Hong-ki 63' | 1:10:0 | Arabia Saudyjska · 90+2' Madani | Khalifa International Stadium, Doha · Widzów: 3500 · Sędzia: Jaap Uilenberg ( Holandia) |
|                      |                                     |        |                                 |                                                                                         |

| 24 października 1993 | Irak · Amaiesh 2' | 1:1 | Arabia Saudyjska · 36' al-Uwajran | Khalifa International Stadium, Doha · Widzów: 20000 · Sędzia: Joel Quiniou ( Francja) |
|                      |                   |     |                                   |                                                                                       |

| 25 października 1993 | Japonia · Miura 60' | 1:00:0 | Korea Południowa | Khalifa International Stadium, Doha · Widzów: 5000 · Sędzia: Aron Schmidhuber ( Niemcy) |
|                      |                     |        |                  |                                                                                         |

| 25 października 1993 | Iran · Ali Daei 49', 69' | 2:10:1 | Korea Północna · 22' Choe Won-nam | Khalifa International Stadium, Doha · Widzów: 5000 · Sędzia: Fabio Baldas ( Włochy) |
|                      |                          |        |                                   |                                                                                     |

| 28 października 1993 | Korea Południowa · Ko Jung-woon 49' · Hwang Seon-hong 53' · Ha Seok-joo 75' | 3:00:0 | Korea Północna | Khalifa International Stadium, Doha · Widzów: 4000 · Sędzia: Ion Craciunescu ( Rumunia) |
|                      |                                                                             |        |                |                                                                                         |

| 28 października 1993 | Arabia Saudyjska · Al-Jaber 21' · Mehalel 27' · Al-Mousa 47' · Falatah 63' | 4:32:1 | Iran · 43', 52' Fonoonizadeh · 90' Manafi | Khalifa International Stadium, Doha · Widzów: 40000 · Sędzia: Jaap Uilenberg ( Holandia) |
|                      |                                                                            |        |                                           |                                                                                          |

| 28 października 1993 | Irak · Shnaished 54' · Salman 90' | 2:20:1 | Japonia · 5' Miura · 80' Nakayama | Khalifa International Stadium, Doha · Widzów: 15000 · Sędzia: Serge Muhmenthaler ( Szwajcaria) |
|                      |                                   |        |                                   |                                                                                                |